# Танагра золота
Тана́гра золота (Tangara arthus) — вид горобцеподібних птахів родини саякових (Thraupidae). Мешкає в Андах.

## Опис

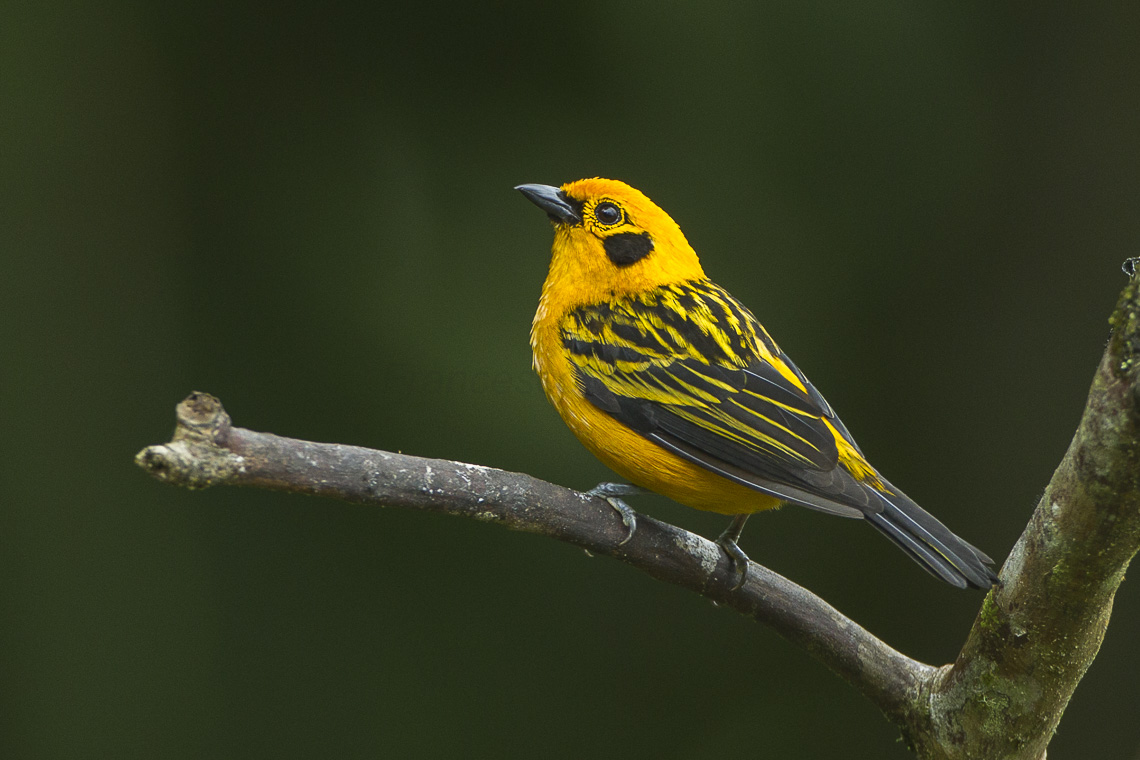
Золота танагра

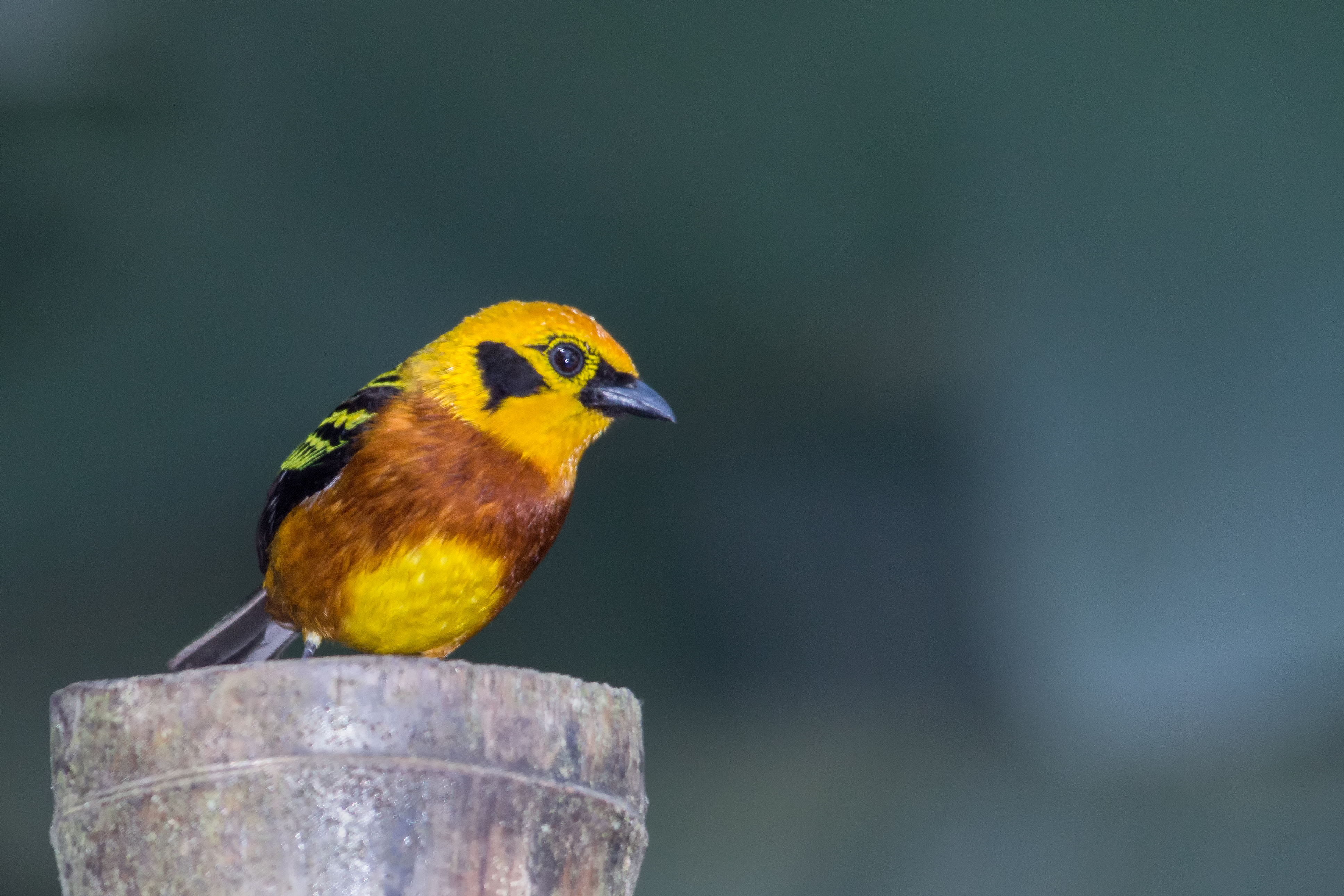
Золота танагра (штат Яракуй, Венесуела)

Довжина птаха становить 13,5 см, вага 22 г. Голова золотисто-жовта, навколо дзьоба чорна пляма, на скронях чорні плями. Верхня частина спини смугаста, жовто-чорна, нижня частина спини і надхвістя золотисто-жовті. Крила і хвіст переважно чорні, пера на крилах мають золотисті края. Очі карі або темно-карі, дзьоб чорний, лапи чорні, сизі або сірі. Виду не притаманний чстатевий диморфізм. Молоді птахи мають більш сіре забарвлення, плями на скронях у них відсутні, дзьоб і ліпи сірі. У представників номінативного підвида груди і боки каштанові.

## Підвиди
Виділяють дев'ять підвидів:
- T. a. arthus Lesson, R, 1832 — гори на півночі і заході Венесуели (від Мериди до Міранди);
- T. a. palmitae Meyer de Schauensee, 1947 — західні схили Східного хребта Колумбійських Анд (на південь від Магдалени);
- T. a. sclateri (Lafresnaye, 1854) — обидва схили Східного хребта Колумбійських Анд;
- T. a. aurulenta (Lafresnaye, 1843) — гори Сьєрра-де-Періха на кордоні Колумбії і Венесуели і північ центральної Колумбії (верхів'я Магдалени);
- T. a. occidentalis Chapman, 1914 — обидва схили Західного хребта і західні схили Центрального хребта Колумбійських Анд;
- T. a. goodsoni Hartert, E, 1913 — західні схили Анд в Еквадорі і,можилова, на північному заході Перу;
- T. a. aequatorialis (Taczanowski & Berlepsch, 1885) — східні схили Анд в Еквадорі і північному Перу;
- T. a. pulchra (Tschudi, 1844) — східні схили Перуанських Анд;
- T. a. sophiae (Berlepsch, 1901) — східні схили Анд на південному сході Перу і в Болівії.

Деякі дослідники виділяють всі підвиди, за винятком номінативного, у окремий вид Tangara aurulenta.

## Поширення і екологія
Золоті танагри мешкають у Венесуелі, Колумбії, Еквадорі, Перу і Болівії. Вони живуть у вологих гірських тропічних лісах і на узліссях. Зустрічаються парами або зграйками, на висоті від 700 до 2500 м над рівнем моря, переважно на висоті від 1000 до 1500 м над рівнем моря. Часто приєднуються до змішаних зграй птахів. Живляться переважно плодами, зокрема меластомовими, а також комахами. В кладці 1-2 яйця, інкубаційний період триває 10-15 днів.